# 3 Musketeers (film)
Pour les articles homonymes, voir 3 Musketeers (homonymie).
Pour plus de détails, voir Fiche technique et Distribution.
3 Musketeers (en français : 3 Mousquetaires) est un film d'action produit par The Asylum et adapté du roman d’Alexandre Dumas Les Trois Mousquetaires (1844). Le film est réalisé par Cole McKay. C’est un mockbuster du film Les Trois Mousquetaires, de Paul W. S. Anderson, qui est sorti peu de temps après. Le film est sorti en DVD et Blu-ray le 25 octobre 2011.
Contrairement à d’autres adaptations des Trois Mousquetaires, ce film est une version moderne de l’histoire originale.

## Synopsis
Le film est situé dans le futur proche. La légendaire unité d’opérations clandestines « les 3 Mousquetaires » est composée du maître stratège Oliver Athos, de l’énigmatique experte en arts martiaux Renee Aramis, et du pirate informatique Isaac Porthos. Ils tentent de sauver un avion de ligne qui est abattu au-dessus de la Corée du Nord. Ils s’échappent de justesse avant qu’une recrue du Secret Service, Alexandra D’Artagnan, ne vienne solliciter leur aide. D’Artagnan a été envoyée pour enquêter sur un possible coup d'État aux États-Unis. Elle découvre un général corrompu et ses plans pour assassiner le président des États-Unis, fomenter un coup d’État et renverser le gouvernement afin d’instaurer un régime militaire. Alors D’Artagnan et les trois infâmes espions internationaux travaillent ensemble pour arrêter la menace.

## Fiche technique
- Titre : 3 Musketeers
- Titre français: 3 Mousquetaires
- Réalisation : Cole McKay
- Scénario : Edward DeRuiter
- Musique : Chris Ridenhour
- Société de production : The Asylum
- Pays de production :  États-Unis
- Genre : Action
- Durée : 90 minutes
- Date de sortie : 25 octobre 2011

## Distribution
- Heather Hemmens : Alexandra D’Artagnan
- Xin Sarith Wuku (XIN) : Athos
- Keith Allan : Porthos
- Michele Boyd : Aramis
- David Chokachi : Lewis
- Darren Thomas : Rockford
- Alan Rachins : Treville
- Simon Rhee : un commandant
- Andy Clemence : le président King
- Edward DeRuiter : Jenkins